# Android Donut

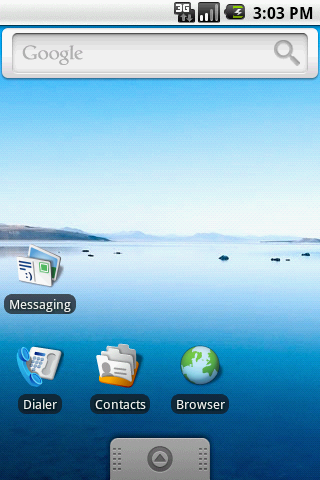
Android 1.6 auf einem Smartphone-Emulator

Android Donut, auch bekannt als Android 1.6, ist die vierte Version des von Google entwickelten Betriebssystems Android. Sie kam am 15. September 2009 auf den Markt und wird nicht mehr unterstützt. Zu den hervorstechenden Merkmalen, die mit diesem Update eingeführt wurden, gehörten die Unterstützung für zusätzliche Bildschirmgrößen, eine Anzeige für den Batterieverbrauch und eine Text-to-Speech-Engine, die es ermöglicht, den auf dem Bildschirm angezeigten Text vorzulesen. Des Weiteren wurde in dieser Version die Unterstützung für VPNs eingeführt.
Nach der öffentlichen Freigabe von Donut – dem offiziellen Codenamen der Version – folgten die Hersteller schnell mit dem Rollout an die Kunden in Form eines OTA-Updates für kompatible Smartphones.